# Euxoa relaxa
Euxoa relaxa är en fjärilsart som beskrevs av Smith 1900. Euxoa relaxa ingår i släktet Euxoa och familjen nattflyn. Inga underarter finns listade i Catalogue of Life.